# Arachnid
Pour les articles homonymes, voir Arachnid (homonymie).
Pour plus de détails, voir Fiche technique et Distribution.
Arachnid est un film réalisé par Jack Sholder, sorti en 2001.

## Synopsis
Une expédition secrète sur une île du Pacifique Sud. Son but : trouver l'origine d'un virus qui menace l'existence de la race humaine. Attaqués par d'étranges insectes, les membres de l'équipage disparaissent un à un. Mais ils n'ont encore rien vu : une gigantesque araignée semble être à l'origine de la contamination. Et elle est sur le point de se reproduire !

## Fiche technique
- Titre : Arachnid
- Réalisation : Jack Sholder
- Scénario : Mark Sevi
- Production : Julio Fernández, Brian Yuzna, Sheri Bryant et Carlos Fernández
- Budget : 5 millions de pesetas
- Musique : Francesc Gener
- Photographie : Carlos González
- Montage : Jaume Vilalta
- Décors : Llorenç Miquel
- Direction artistique : Enrique Echeverría
- Pays d'origine :  Espagne,  États-Unis et  Mexique
- Format : Couleurs - 1,77:1 - Stéréo - 35 mm
- Genre : Action, aventure, horreur, science-fiction et thriller
- Durée : 95 minutes
- Date de sortie : 29 juin 2001 (Espagne)

## Distribution
- Chris Potter : Valentine
- Alex Reid : Mercer
- José Sancho : le docteur Samuel Leon
- Neus Asensi : Susana
- Ravil Isyanov : Henry Capri
- Rocqueford Allen : Bear
- Robert Vicencio : Toe Boy
- Jesús Cabrero : Lightfoot
- Luis Lorenzo Crespo : Reyes

## Production
La plupart des acteurs, d'origine espagnole, tournaient pour la première fois en langue anglaise sauf Neus Asensi qui, elle, avait déjà beaucoup tourné avant.

### Lieux de tournage
Le tournage s'est déroulé en Espagne et au Mexique.

## Distinctions

### Récompenses
- Nomination au prix du meilleur film, lors du festival Fantasporto 2002.
- Nomination au prix des meilleurs effets spéciaux (Steve Johnson), lors des DVD Exclusive Awards 2003.